# Birifrangenza

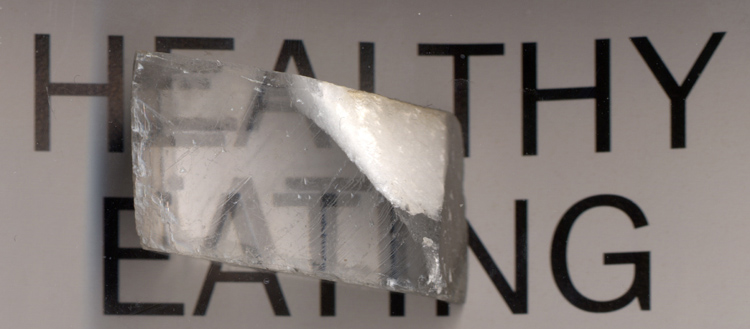
Birifrangenza in un cristallo di calcite

Un cristallo di calcite visto attraverso un filtro polarizzatore

La birifrangenza è un fenomeno fisico che consiste nella scomposizione di un raggio di luce in due raggi e che avviene quando esso attraversa particolari mezzi anisotropi, a seconda della polarizzazione della luce.

## Descrizione
Il materiale, ad esempio la calcite, a causa della sua struttura cristallina, presenta indici di rifrazione differenti nelle diverse direzioni di propagazione dei raggi luminosi e della direzione di vibrazione del campo elettrico.
Per uno dei due raggi uscenti vale la legge di Snell: per questo viene chiamato ordinario; l'altro raggio, per cui essa non vale, viene chiamato straordinario. I due raggi uscenti risultano polarizzati linearmente e ortogonalmente l'uno all'altro, indipendentemente dalla polarizzazione del raggio di luce incidente. L'intensità dei due raggi segue la legge di Malus.
La birifrangenza è utilizzata per la polarizzazione della luce, ad esempio nel prisma di Nicol.
Materiali birifrangenti sono per esempio la moissanite e la calcite.
La birifrangenza ha avuto un ruolo importante nella nascita delle prime idee ondulatorie sulla luce; è infatti proprio per spiegare questo fenomeno che Christiaan Huygens propose la sua teoria ondulatoria della luce nel Traité de la Lumière (1690). Alla birifrangenza hanno dedicato molte ricerche illustri fisici affascinati dai comportamenti della luce, tra cui i francesi Étienne-Louis Malus e Augustin-Jean Fresnel, lo scozzese William Nicol e il fisico e matematico italiano Giuseppe Basso.